# Lucbardez-et-Bargues
Lucbardez-et-Bargues ist eine französische Gemeinde mit 564 Einwohnern (Stand 1. Januar 2022) im Département Landes in der Region Nouvelle-Aquitaine (vor 2016: Aquitanien). Die Gemeinde gehört zum Arrondissement Mont-de-Marsan und zum Kanton Mont-de-Marsan-1.
Der Name in der gascognischen Sprache lautet Luc-Bardès. Er leitet sich vom lateinischen locus ab mit der Bedeutung „heiliger Wald“.
Die Einwohner werden Lucbardéziens und Lucbardéziennes genannt.

## Geographie
Lucbardez-et-Bargues liegt ca. 15 km nordöstlich von Mont-de-Marsan im Landstrich Pays de Marsan der historischen Provinz Gascogne am südöstlichen Rand des Départements.
Umgeben wird Lucbardez-et-Bargues von den Nachbargemeinden:
|                 | Maillères                                   | Pouydesseaux |
| Canenx-et-Réaut | Kompassrose, die auf Nachbargemeinden zeigt | Bostens      |
|                 | Saint-Avit                                  | Gaillères    |

Lucbardez-et-Bargues liegt im Einzugsgebiet des Flusses Adour.
Die Douze durchquert das Gebiet der Gemeinde ebenso wie ihre Nebenflüsse,
- der Ruisseau des Neuf Fontaines,
- der Ruisseau de l’Eglise, der in Lucbardez-et-Bargues entspringt,
- der Ruisseau du Cohe, auch Ruisseau du loup genannt und der in Lucbardez-et-Bargues entspringt, und
- der Ruisseau du Roumat, der ebenfalls in Lucbardez-et-Bargues entspringt.[3]

## Geschichte
Toponyme der Gemeinde waren nach ihrer Gründung während der Französischen Revolution zunächst Luc Bardes im Jahre 1792 und Lucbardes im Jahre 1801. 1827 wurde die Gemeinde Barques der Gemeinde angegliedert, deren Name fortan Lucbardez-et-Bargues lautet.

### Einwohnerentwicklung
Nach dem Zusammenschluss der beiden ehemaligen Gemeinden schwankte die Einwohnerzahl zwischen der Mitte des 19. Jahrhunderts und dem Anfang des 19. Jahrhunderts zwischen 500 und 585. In der Folgezeit sank die Größe der Gemeinde bei kurzen Erholungsphasen bis zu den 1970er Jahren auf 230 Einwohner, bevor ein zunächst moderates, in jüngster Zeit auch ein starkes Wachstum einsetzte.
| Jahr      | 1962 | 1968 | 1975 | 1982 | 1990 | 1999 | 2006 | 2010 | 2022 |
| --------- | ---- | ---- | ---- | ---- | ---- | ---- | ---- | ---- | ---- |
| Einwohner | 311  | 273  | 230  | 269  | 304  | 327  | 374  | 507  | 564  |

## Sehenswürdigkeiten

### PfarrkircheSainte-Quitterie

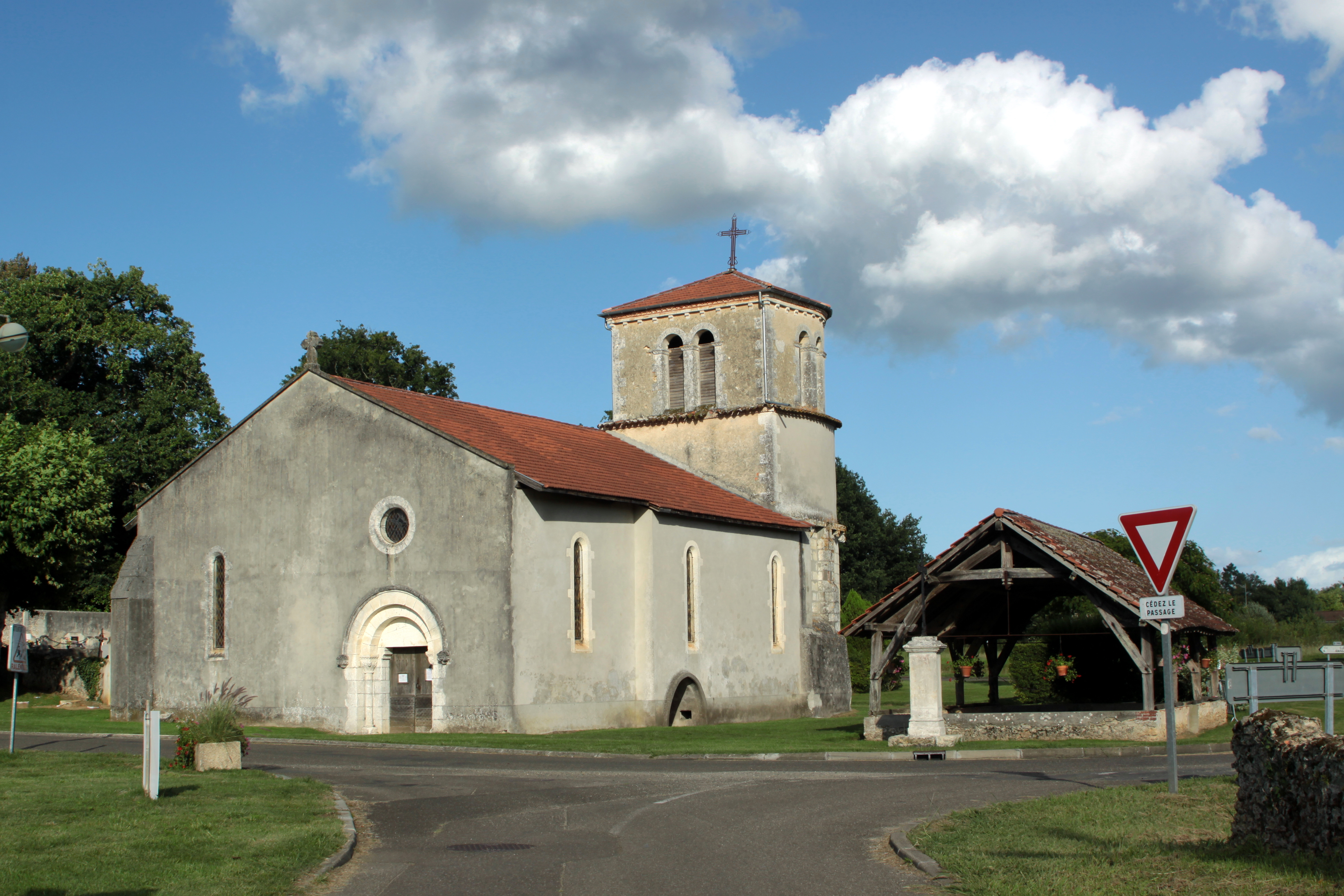
Pfarrkirche Sainte-Quitterie

Die Apsis der heiligen Quiteria geweihten Kirche geht auf die Romanik des 12. Jahrhunderts zurück. Sie ist mit Werksteinen aus Kalkstein im mittleren Mauerwerksverband errichtet. Zwei schmale Säulen auf einem Stylobat stützen ihre Wand ab und laufen auf verzierte Kapitelle zu. Diese tragen einen dreireihigen Rollenfries, der von sehr stumpfen Konsolen gestützt wird. In der Rundung der Apsis sind drei kleine rundbogenförmige Fenster eingelassen, das mittlere schmaler als bis beiden anderen. Ein halbrunder Glockenturm wurde zu einem späteren Zeitpunkt auf die Apsis gebaut. An seiner Spitze ist ein Kolonnade zu einer Rotunde gebaut, die die Glocken birgt. Der Rest des Gebäudes ist das Ergebnis einer jüngeren Bautätigkeit. Er birgt ein einschiffiges Langhaus mit Rundbogenfenstern. Die südliche Wand ist außen für die Quelle unterbrochen, die der Schutzpatronin der Kirche, der heiligen Quiteria, geweiht ist. An der Westfassade befindet sich ein Rundbogenportal, das von Wandsäulen gestützt wird. Darüber lässt ein Okulus Licht in das Kircheninnere.

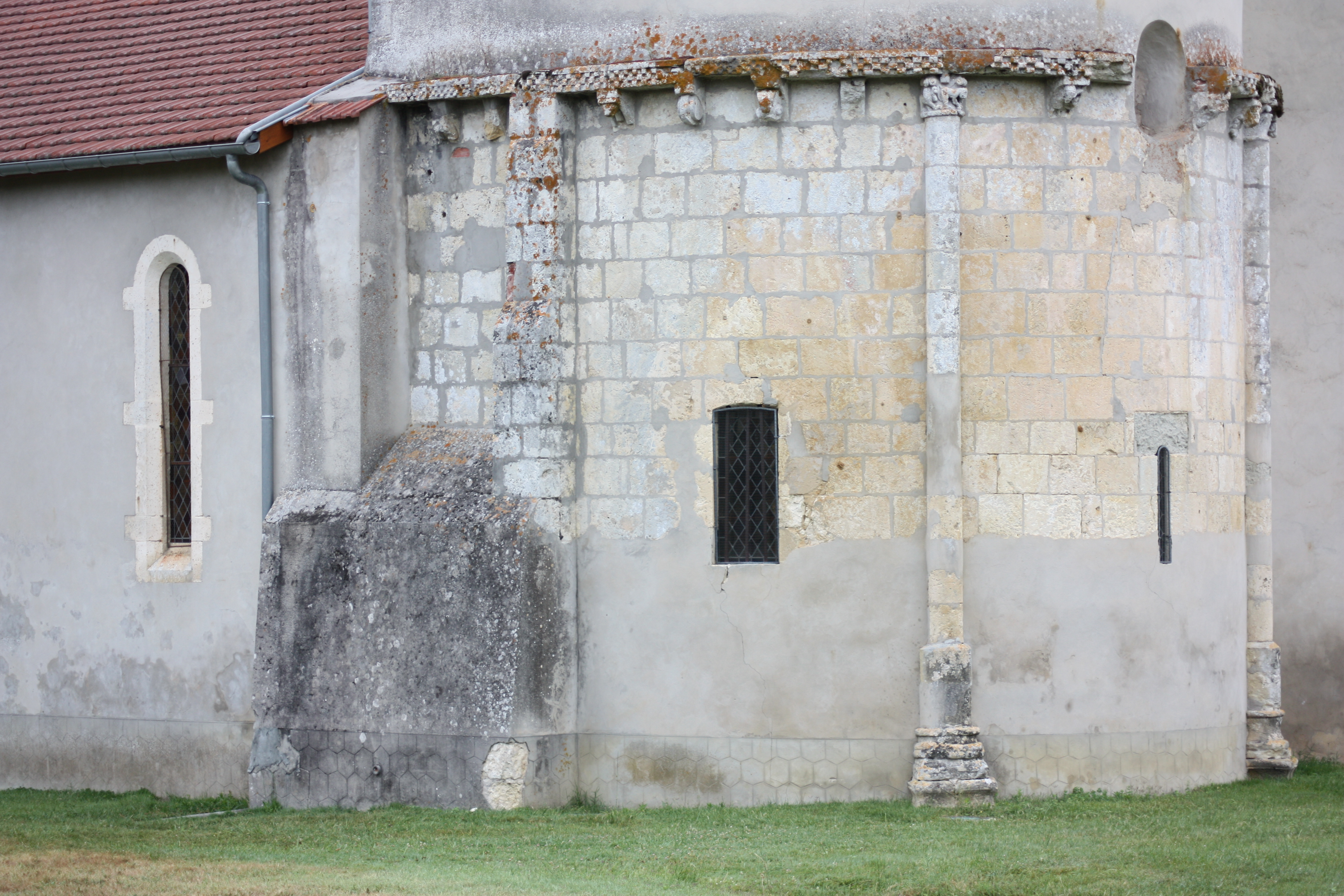
Apsis
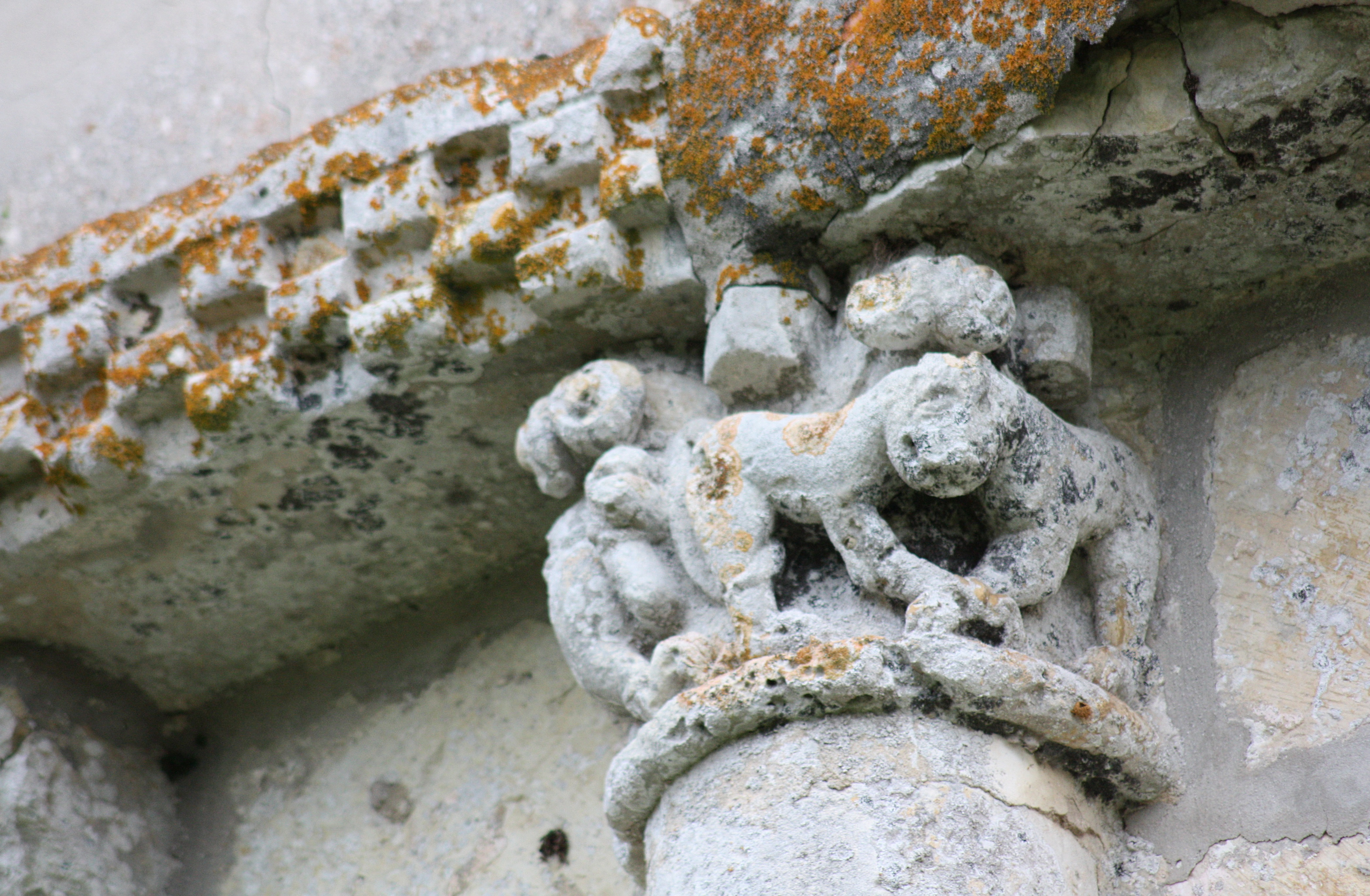
Kapitell mit Rollenfries an der Apsis

## Wirtschaft und Infrastruktur
Handel und Dienstleistungen sind die wichtigsten Wirtschaftsfaktoren der Gemeinde.

### Bildung

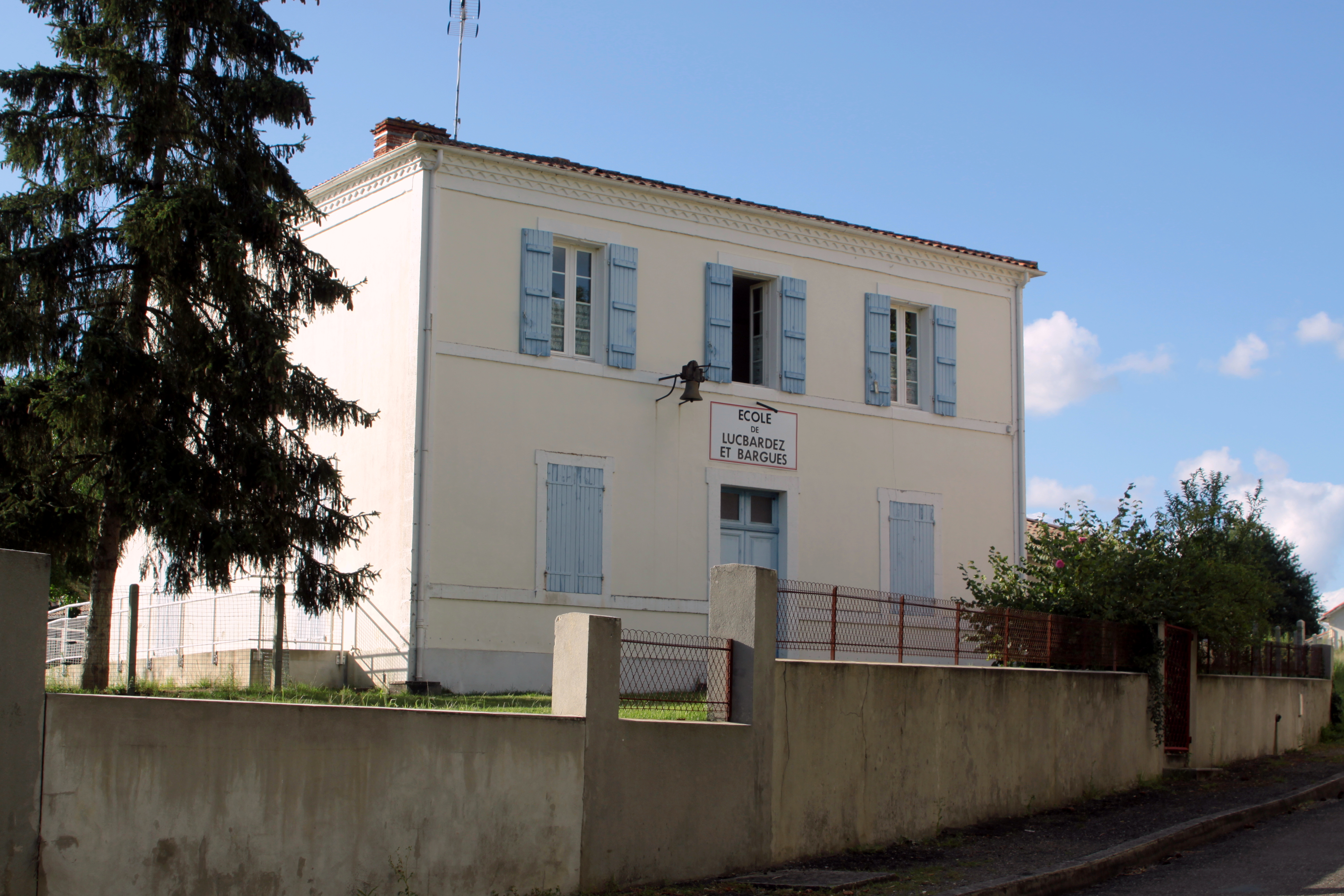
Schule

Die Gemeinde verfügt über eine öffentliche Grundschule mit 46 Schülerinnen und Schülern im Schuljahr 2017/2018.

### Verkehr
Lucbardez-et-Bargues wird durchquert von den Routes départementales 392 und 934, der ehemaligen Route nationale 132.
Die Autoroute A65, genannt Autoroute de Gascogne, durchquert das Gemeindegebiet. Ihre Ausfahrt 4 befindet sich teilweise auf dem Gebiet der Gemeinde.